# Jan Borysewicz
Jan Józef Borysewicz, ps. Jan Bo (ur. 17 kwietnia 1955 we Wrocławiu) – polski wokalista, multiinstrumentalista, kompozytor, autor tekstów piosenek i producent muzyczny. Jeden z najpopularniejszych polskich gitarzystów rockowych, uznawany za jednego z wirtuozów gitary w Polsce. 
Lider i współzałożyciel zespołu Lady Pank. Autor solowego projektu Jan Bo. Grał także z innymi wykonawcami, m.in. z Grzegorzem Ciechowskim, Jackiem Skubikowskim, Urszulą i Ewą Bem. Twórca warsztatów muzycznych Fundacja Akademia Jana Borysewicza.

## Życiorys

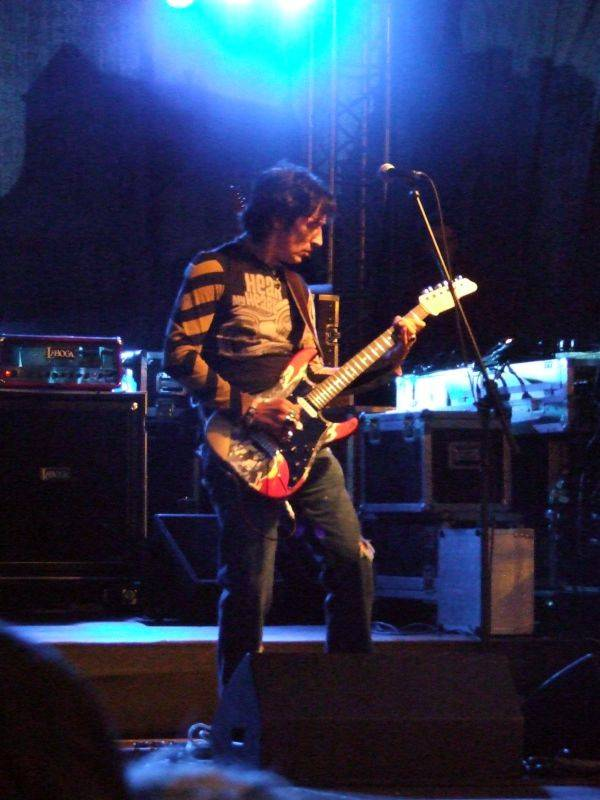
Borysewicz na scenie we Wrocławiu (2006)

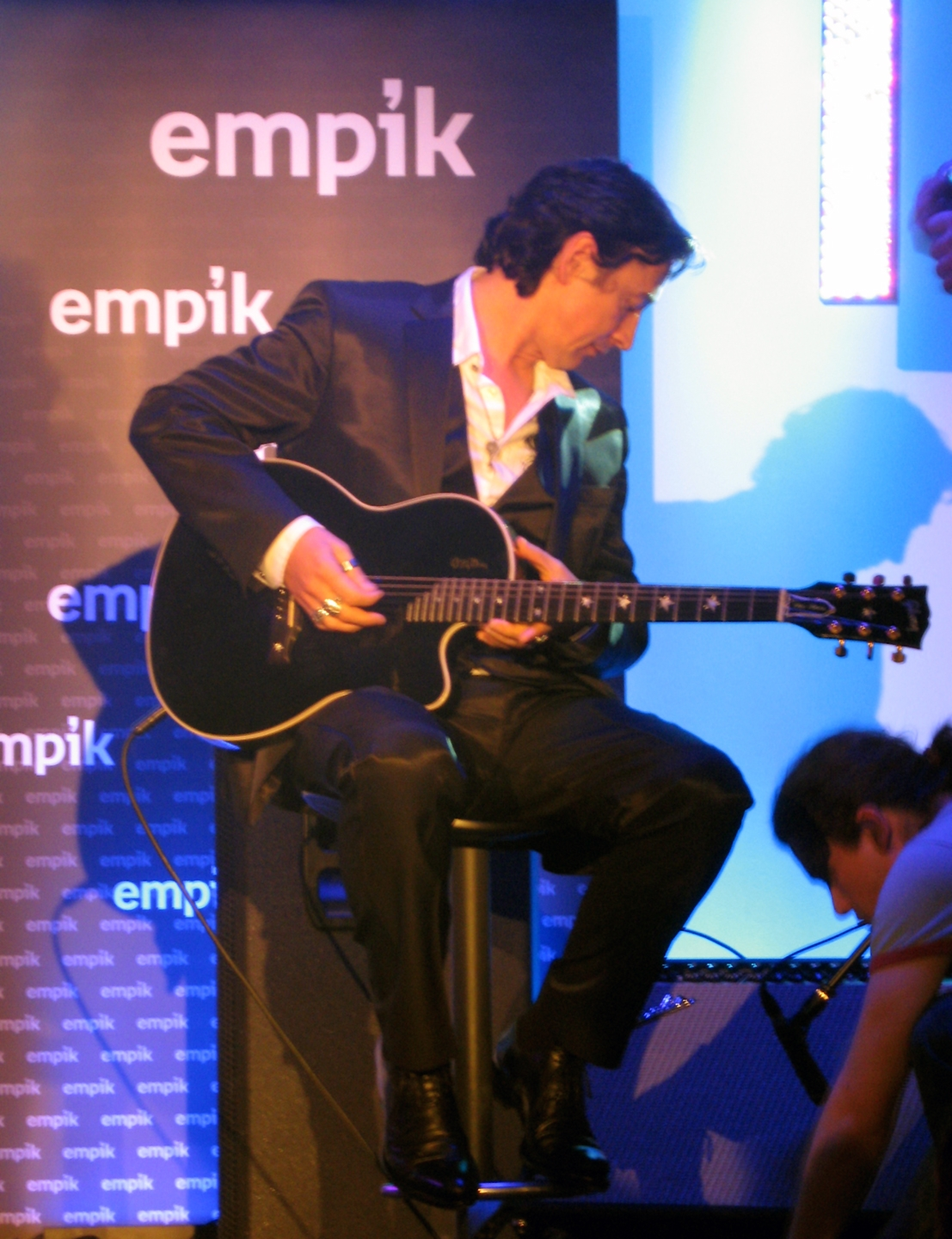
Borysewicz w Salonie Empik Junior w Warszawie (2008)

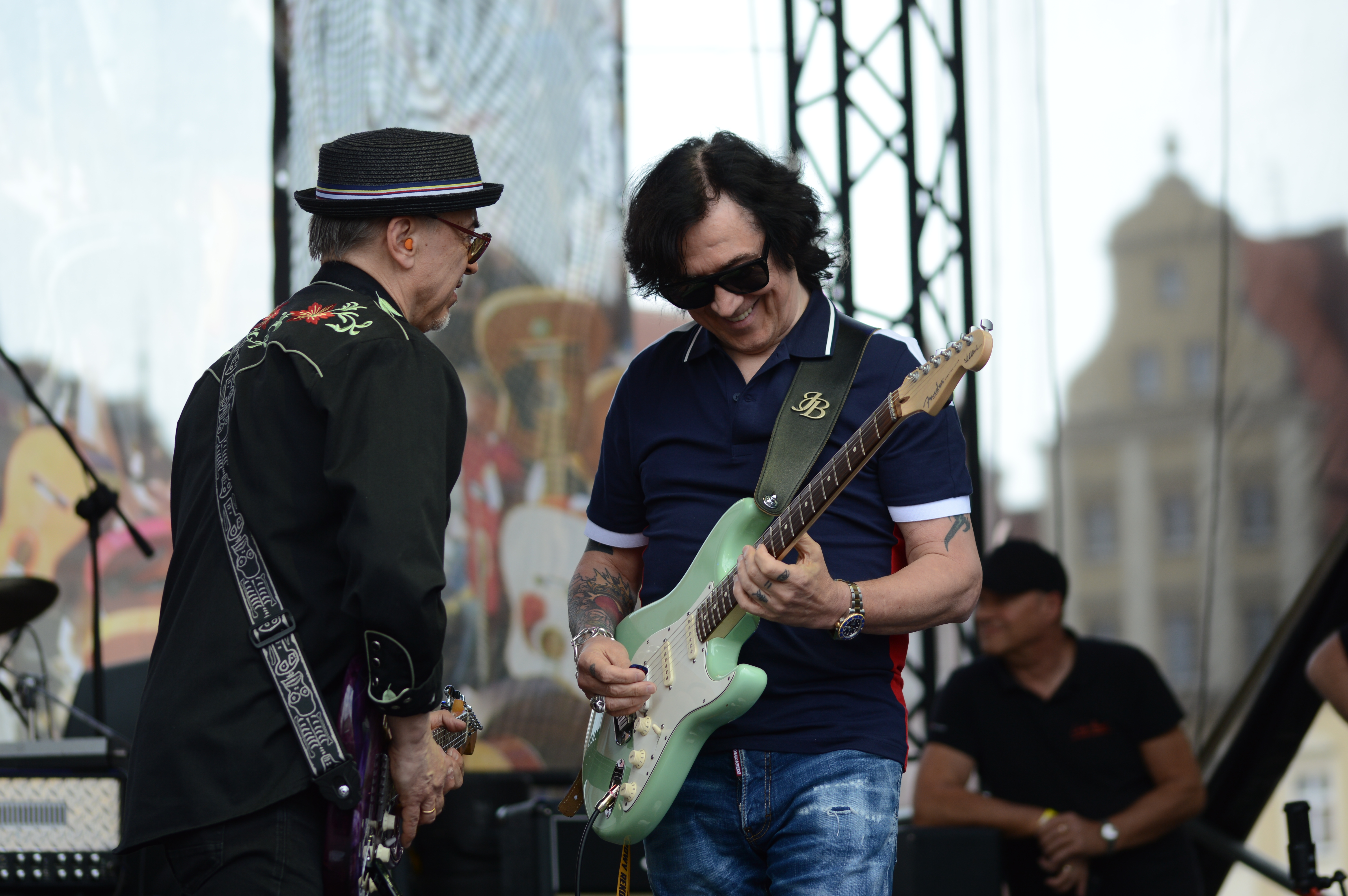
Od lewej: Leszek Cichoński i Jan Borysewicz, Gitarowy Rekord Guinnessa (2022)

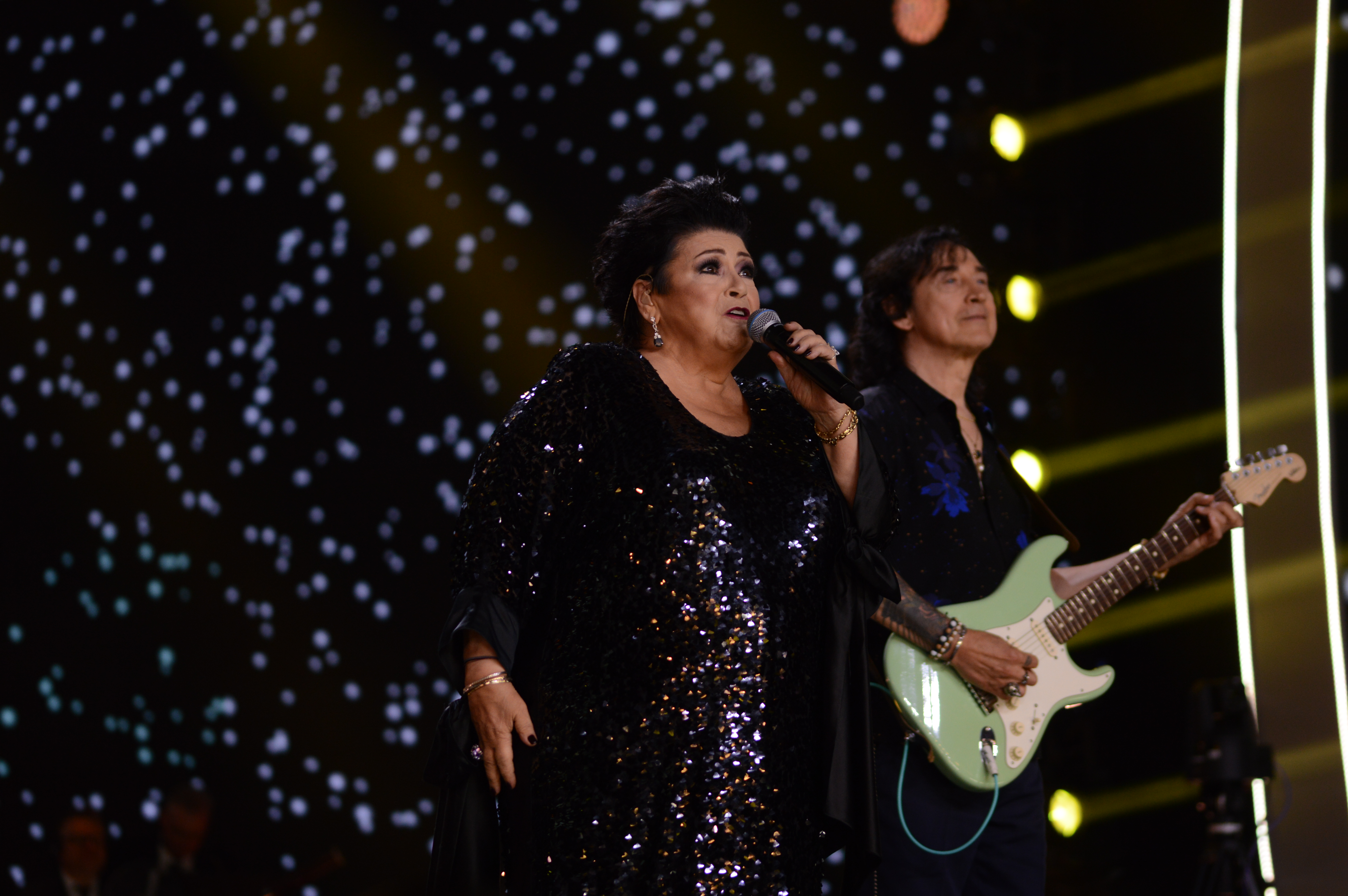
Na scenie z Ewą Bem, Sopot Top of The Top Festival (2022)

### Dzieciństwo
Urodził się we Wrocławiu, a dorastał na wrocławskim Sępolnie. Ma starszą o trzy lata siostrę Halinę i miał starszego o dwa lata brata Andrzeja. Początkowo planował zostać perkusistą, jak jego ojciec – Michał Borysewicz (zm. 1990 w wieku 62 lat wskutek rozległego zawału serca), który amatorsko grał na perkusji w zespole jazzowym, a ponadto ukończył szkołę teatralną. W wieku 14 lat uczestniczył w perkusyjnych warsztatach muzycznych w Chodzieży, które prowadził Janusz Stefański.
Gdy miał 13 lat, jego matka zachorowała na stwardnienie rozsiane. W wieku 16 lat podjął pracę zarobkową w charakterze malarza pokojowego, aby wesprzeć rodzinę finansowo. Pracował także w drukarni.
Grą na gitarze zainteresował go brat Andrzej, który nauczył go akordów utworu „Dom wschodzącego słońca”. Naukę gry kontynuował pod okiem Mariana Koniecznego w Domu Kultury na Sępolnie. Jednocześnie trenował boks w Gwardii Wrocław.

### Kariera zawodowa
Gdy miał 17 lat, podczas jednego występów we wrocławskim domu kultury został dostrzeżony przez Jacka Barana, ówczesnego wokalistę zespołu Nurt, który zaoferował mu dołączenie do grupy. Oficjalnie zadebiutował w formacji w 1972 r., jednorazowo zastępując Aleksandra Mrożka podczas koncertu zespołu, na którym zagrał bez wcześniejszej próby. W tym czasie doskonalił swoją grę pod okiem Jerzego Kaczmarka. Gdy miał 17 lat, wyjechał do NRD, gdzie przez kolejne osiem lub dziewięć miesięcy koncertował z duetem Katja und Roman założonym przez Romana Runowicza. Po jednym z koncertów został dostrzeżony przez bluesmana Alexisa Kornera, który zaoferował mu 10 występów w Niemczech i Wielkiej Brytanii, jednak Borysewicz odmówił, nie będąc pewnym swoich umiejętności. Następnie grał w big-bitowej grupie Pakt z Jackiem Krzaklewskim (późniejszym gitarzystą Perfectu). W 1974 został gitarzystą Super Paktu (zespołu powstałego w wyniku przekształcenia grupy Pakt), w którym grał m.in. z Andrzejem Pluszczem.
W latach 1975–1977 grał w zespole Ireneusza Dudka Apokalipsa. Po dwóch latach grania w zespole otrzymał propozycję współpracy z Budką Suflera, której został gitarzystą w 1978. Z zespołem koncertował po Polsce, a także po Holandii i Niemczech Zachodnich, poza tym nagrał trzy albumy studyjne: Na brzegu światła, Ona przyszła prosto z chmur, Za ostatni grosz i skomponował dla grupy utwory: „Nie wierz nigdy kobiecie”, „Nie ma końca tej podróży” i „Bez satysfakcji”. Piosenki zwiastowały przyszły styl Lady Pank, którego koncepcja rodziła się podczas ostatnich miesięcy gry Borysewicza w Budce. O ile „Nie wierz nigdy kobiecie” okazał się być jednym z największych przebojów zespołu, grupa z rezerwą podeszła do pozostałych kompozycji Borysewicza – utwór „Bez satysfakcji” został umieszczony na stronie B jednego z singlii 7" zespołu, zaś „Nie ma końca tej podróży” początkowo został odrzucony przez grupę (ukazał się dopiero na reedycji albumu Za ostatni grosz w 1995 na płycie CD), co stało się zarzewiem konfliktu, po którym Borysewicz opuścił zespół, a wraz z nim Andrzej Mogielnicki, autor tekstów. Jeszcze w okresie współpracy z Budką, w 1979 odbył trasę koncertową po ZSRR z Tadeuszem Nalepą i jego zespołem Breakout. Zaraz po odejściu z Budki Suflera dostał propozycję grania w zespole Perfect, ale ją odrzucił, bo zamierzał założyć własny zespół.
W grudniu 1981 podczas sesji nagraniowej płyty Układy Izabeli Trojanowskiej nagrał piosenkę „Mała Lady Punk”, w którym wykonał m.in. partie wokalne. Utwór stał się przebojem radiowym i sprowokował Borysewicza do uformowania zespołu. W 1982, za namową Mogielnickiego, obsadził Janusza Panasewicza jako wokalistę w formowanej przez siebie kapeli. Pozostałych muzyków sprowadził m.in. z Oddziału Zamkniętego, a skład formacji kompletował przez rok. Ostatecznie uformował zespół Lady Pank (nazwę zainspirował tytuł piosenki „Mała Lady Punk”), z którym w 1983 wydał pierwszy album, nazwany tak samo jak zespół. Album osiągnął ogromny sukces komercyjny, a większość umieszczonych na nim utworów zajęła wysokie miejsca na listach przebojów. Borysewicz zwyciężył w plebiscycie magazynu „Non Stop” w kategoriach: kompozytor, autor tekstów, wokalista i instrumentalista. W 1984 wraz z Panasewiczem nagrał ścieżkę dźwiękową z własną muzyką do filmu animowanego O dwóch takich, co ukradli księżyc. W nagraniach zagrał na wszystkich instrumentach, dlatego album traktuje się jako jego pierwszy, solowy projekt. Z Panasewiczem wystawił także spektakl muzyczny pt. „Jacek i Placek, czyli Lady Pank w poszukiwaniu krainy leniuchów”. W maju 1986 za utwór „Minus Zero” otrzymał nagrodę dla najlepszego kompozytora na Tokyo Music Festivalu. W tym samym roku wziął udział w nagraniach albumów Złe słowa Jacka Skubikowskiego i Obywatel G.C. Grzegorza Ciechowskiego. W 1987 współtworzył projekt Nasz wspólny świat z udziałem m.in. zespołów Lombard, TSA i Kombi. Został uznany kompozytorem roku w plebiscycie tygodnika „Zarzewie” oraz kompozytorem i instrumentalistą roku w rankingu magazynu „Non Stop”.
W 1988 rozpoczął solowy projekt muzyczny pod szyldem Jan Bo. Wydał album pt. Królowa ciszy, zawierający jego autorskie utwory świąteczne. Niedługo potem rozpoczął pracę nad muzycznym projektem BO-Session, w którym zamierzał zaprezentować autorskie wykonania kompozycji Milesa Davisa, Johna Coltrane’a oraz Jimiego Hendriksa. Projekt nie został jednak dokończony, a jedynym owocem tej sesji był nigdy niewydany utwór „Ezy Rider” Hendrixa w interpretacji Borysewicza. W 1992 wydał drugą solową płytę pt. Wojna w mieście, a w 1995 – album pt. Moja wolność. Również w 1995 brał udział w nagraniach albumu pt. Tribute to Eric Clapton. Był producentem autorskiej składanki Być wolnym (1997), do której nagrania zaprosił przedstawicieli różnych nurtów polskiego rocka, w tym zespoły: Perfect, Acid Drinkers, Big Cyc, T.Love i Oddział Zamknięty oraz Pawła Kukiza, Roberta Gawlińskiego i Urszulę. W 1999 na zaproszenie Mieczysława Jureckiego wziął udział w nagraniach albumu pt. 12 sprawiedliwych.
W 2002 nagrał z Pawłem Kukizem ścieżkę dźwiękową do filmu E=mc² oraz wystąpił gościnnie z Dariuszem Michalczewskim na koncercie zespołu Scorpions w utworze „Rock You Like a Hurricane”. W 2003 nagrał z Pawłem Kukizem popową płytę pt. Borysewicz & Kukiz, która osiągnęła duży sukces komercyjny, sprzedając się w blisko 100 tys. egzemplarzy. Promowali ją przebojami „Jeśli tylko chcesz” i „Bo tutaj jest, jak jest”, a także koncertami w Polsce i USA, gdzie wystąpili dla amerykańskiej Polonii. Oprócz tego wystąpili w duecie jako jurorzy w jednym z odcinków programu Szansa na sukces, a w 2004 zostali zakwalifikowani do koncertu „Top” podczas festiwalu TOPtrendy 2004, zajmując piąte miejsce w zestawieniu najchętniej kupowanych albumów w poprzednim roku; nie wystąpili w koncercie, bo jeszcze przed festiwalem zakończyli działalność projektu. W lipcu 2006 dali wspólny koncert w Gdańsku, a kolejne dwa zagrali w 2007.
W czerwcu 2004 wystąpił podczas koncertu jubileuszowego Krzysztofa Krawczyka pt. „To co w życiu ważne” odbywającego się w ramach festiwalu piosenki w Sopocie. W 2008 był jednym z jurorów muzycznego talent-show Nowa Generacja; uchodził za najłagodniejszego wśród jurorów programu. Również w 2008 wziął udział w nagraniach albumów Rock Loves Chopin i Hey Jimi – polskie gitary grają Hendrixa oraz wydał płytę pt. W hołdzie Tadeuszowi Nalepie, do której nagrania zaprosił kilku innych wykonawców.
W lutym 2010 pod szyldem projektu Jan Bo wydał album pt. Miya, do którego nagrania zaprosił m.in. Piotra Cugowskiego (wokal w utworze „Masz się bać”) i Urszulę Rembalską (duet wokalny w utworze „Pajacyk”). Płytę promował singlem „Miłości żar”, do którego zrealizował teledysk. 3 czerwca 2013 premierowo zaprezentował utwór „Kryzysowy”, który nagrał z zespołem Video. W 2014 został zaproszony przez Roberta Mączyńskiego do nagrania wspólnego albumu pt. Bal Maturalny. Album był sygnowany szyldem Rozbójnik Alibaba & Jan Borysewicz i osiągnął sukces komercyjny, otrzymując status platynowej płyty. W tym okresie Borysewicz pracował także nad drugim albumem studyjnym duetu Borysewicz & Kukiz, którego premiera początkowo miała odbyć się w 2013, lecz finalnie została przesunięta na listopad 2015 ze względu na komplikacje wydawnicze. Wytwórnia Sony Music Entertainment Poland zerwała kontrakt z Pawłem Kukizem z powodu jego startu w wyborach prezydenckich, a ostatecznie Paweł Kukiz wycofał się z projektu. Za poleceniem wytwórni Universal Music Polska, Borysewicz dokończył płytę z wokalistą Rafałem Brzozowskim. 27 listopada 2015 do sprzedaży trafił album duetu Borysewicz & Brzozowski, zawierający 11 utworów oscylujących wokół stylistyki pop-rockowej. Wydawnictwo promował singiel „Słowa na otarcie łez”.
23 września 2016 wydał kolejny solowy album spod szyldu Jan Bo – Kawa i dym, do realizacji którego zaprosił wokalistów: Piotra Roguckiego, Igora Herbuta, Piotra Cugowskiego, Damiana Ukeje i Joannę Lazar. 27 maja 2017 wziął udział w otwarciu gali KSW 39 na Stadionie Narodowym w Warszawie, wykonując utwór „Zamki na Piasku” w towarzystwie Damiana Ukeje w roli wokalisty.
W 2018 wystartował z projektem Akademia Jana Borysewicza, w którym oferuje warsztaty muzyczne połączone z koncertami. 28 października zagrał koncert z okazji 30-lecia koncertów w Radiowej Trójce spod szyldu Jan Borysewicz i Przyjaciele, w którym wystąpili z nim: Maciej Maleńczuk, Małgorzata Ostrowska, Wojciech Cugowski, Piotr Rogucki czy Dariusz Kozakiewicz. 25 grudnia miała miejsce premiera singla zespołu Red Lips „Gdy nie dzwonisz” z gościnnym udziałem Borysewicza, który skomponował tę piosenkę.
10 września 2021 wraz z Piotrem Fronczewskim wypuścił nową wersję utworu „Nie wierz nigdy kobiecie”, która zapowiadała kompilację pt. Wszystkie oblicza Jana Borysewicza. Album został wydany z okazji 50-lecia pracy artystycznej muzyka. Drugim singlem z płyty był utwór „Pocztówka”. 4 kwietnia 2022 odbył się solowy koncert Borysewicza z zaproszonymi przez niego gośćmi; zagrali Piotr Cugowski, Anna Wyszkoni i Dawid Karpiuk.
28 września 2022 ukazała się książka pt. „Mniej obcy”, pierwsza autoryzowana biografia Jana Borysewicza będąca wywiadem-rzeką przeprowadzonym przez Marcina Prokopa. W 2023 Borysewicz i Prokop otrzymali nagrodę Best Stream Awards w kategorii Audiobook biografia/autobiografia.
28 lipca 2023 w Szczecinku został odsłonięty mały mural z podpisem Jana Borysewicz przedstawiający rozmazaną gitarę autorstwa Agaty Lewandowskiej.
16 września 2023 ukazał się singiel zespołu House of Death „Ash Caravan”, w nagraniu którego Borysewicz wziął gościnny udział.
15 czerwca 2025 wystąpił z Krystyną Prońko podczas 62. KFPP w Opolu w ramach koncertu Małe tęsknoty, poświęconego pamięci Wojciecha Trzcińskiego. W 2025 także wziął udział gościnnie w projekcie Polish Metal Alliance, z którym nagrał cover utworu „Out of Fields” (z rep. Gary'ego Moore'a i Phil'a Lynotta).

## Charakterystyka muzyczna i inspiracje

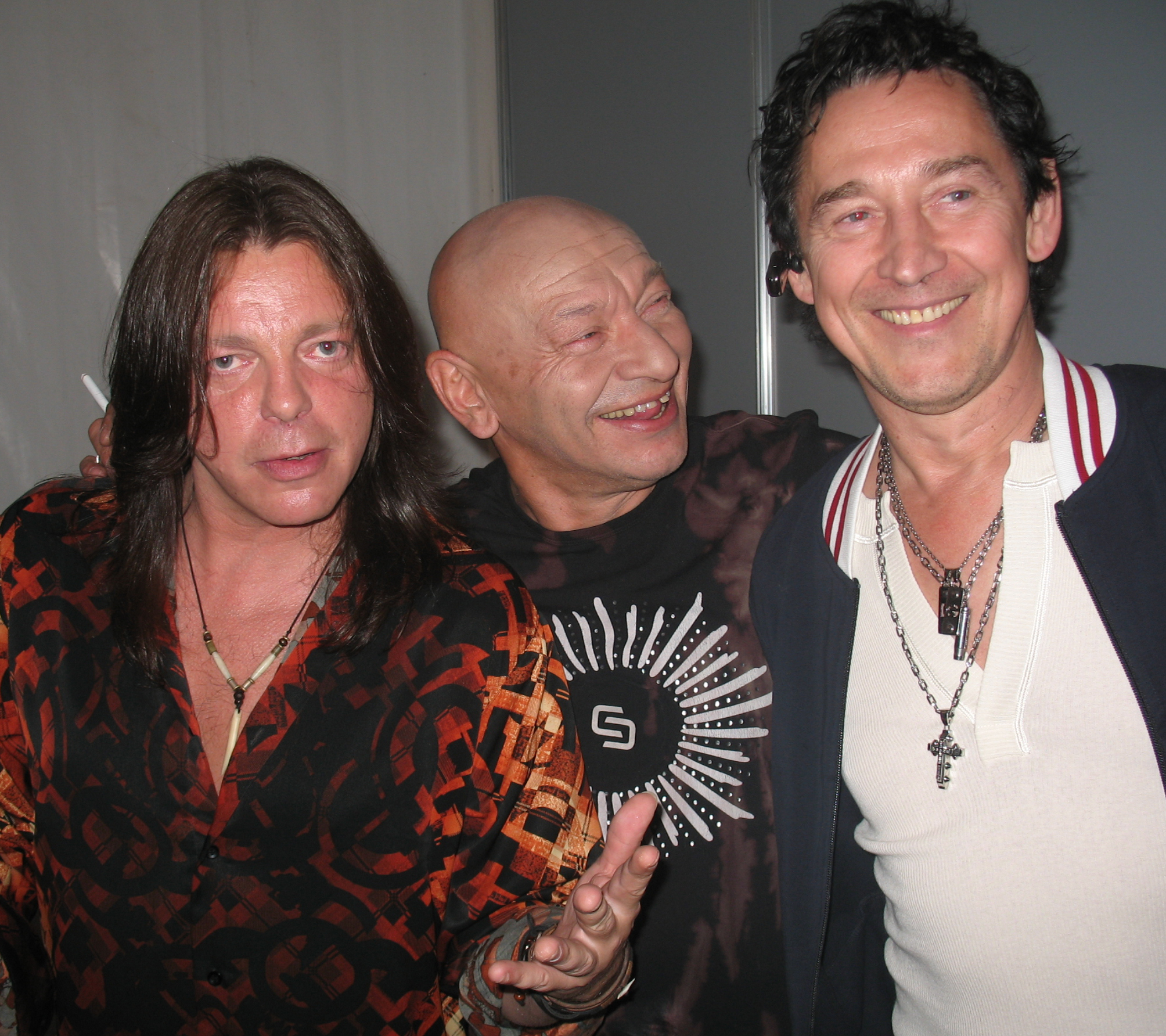
Wojciech Łuczaj-Pogorzelski, Dariusz Kozakiewicz i Borysewicz

W młodości zafascynował się grą Jimiego Hendriksa, Johna Coltrane’a, Milesa Davisa, a także grup Breakout, Cream, Deep Purple i Led Zeppelin. Jego muzycznym idolem był Aleksander Mrożek z zespołu Nurt, poza tym cenił sobie twórczość zespołu SBB, a szczególnie umiejętności gitarzysty grupy – Apostolisa Antimosa. Na przełomie lat 70. i 80. zainteresował się grą zespołów The Police i Dire Straits oraz Marka Knopflera. Ceni sobie twórczość grup AC/DC, Aerosmith, Bad Company, Black Sabbath, Bon Jovi, Creedence Clearwater Revival, Rush, Soundgarden, Toto, Van Halen, a także solistów takich jak Eric Clapton, Jeff Beck, Tom Petty. Jego ulubionym wokalistą jest Paul Rodgers, a muzycznym autorytetem był Tadeusz Nalepa.
W swojej twórczości nagrywa m.in. utwory pop-rockowe i rockowe ballady, sięgał też po brzmienia nowofalowe, swingowe, ska i bluesowe, a także country i pop. Podczas współpracy z Budką Suflera nagrywał swoje pierwsze gitarowe solówki, poza tym zadebiutował jako kompozytor, tworząc piosenki „Nie wierz nigdy kobiecie”, „Nie ma końca tej podróży” i „Bez satysfakcji”, do których teksty napisał Andrzej Mogielnicki. Komponując te utwory, inspirował się dziełami zespołów The Police, Dire Straits i The Rolling Stones. Inne kompozycje inspirowane twórczością The Police zamieścił również na pierwszych singlach Lady Pank (aranżując utwór „Minus 10 w Rio” inspirował się kompozycją „Walking on the Moon”) oraz na debiutanckiej płycie zespołu. W nagraniach wykorzystał efekt modulacyjny Boss CE-1 (Chorus), którego brzmienie w kolejnych latach stało się jego znakiem rozpoznawczym. Na albumie Obywatel G.C. (1986) Grzegorza Ciechowskiego zaprezentował ostrzejsze i agresywniejsze brzmienia gitarowe niż na albumach Lady Pank oparte na przesterowanych gitarach. Na swoim pierwszym solowym albumie pt. Królowa ciszy (1989) umieścił autorskie kolędy i pastorałki, a w melodiach podkreślił brzmienia klawiszy kosztem gitary. Inspiracją do napisania tej płyty była pielgrzymka na Jasną Górę, na którą udał się w 1986.
Na albumie Wojna w mieście (1992) nawiązał częściowo do twórczości Jimiego Hendriksa, nagrał wiele wirtuozerskich solówek, wykorzystał szereg efektów gitarowych, zagrał m.in. slidem i po raz pierwszy ujawnił się jako autor tekstów. Obrany styl muzyczny kontynuował na płycie Moja wolność (1996). Na albumach umieścił też utwory zbliżone do heavy metalu.
Na albumie Borysewicz & Kukiz (2003) wraz z Pawłem Kukizem umieścili utwory popowe i pop-rockowe.
Michał Grzesiek na łamach książki biograficznej pt. Lady Pank. Biografia nieautoryzowana określił Borysewicza „pełnokrwistym rockandrollowcem, nieco narcystycznym, ale w swoim narcyzmie szczerym i autentycznym” oraz „żywą legendą rodzimej sceny rockowej”. Dziennikarz Kuba Wojewódzki określił go za to mianem „polskiego Keitha Richardsa”, z czym sam muzyk się nie zgadza.

## Technika gry na gitarze
W początkowych latach grał wyłącznie palcami. Podczas grania w Budce Suflera zaczął używać kostki. W latach 80. złamał w dłoni szklany kieliszek, powodując przecięcie ścięgna przy prawym kciuku, co zmusiło go do zmiany stylu gry. Opanował technikę, w której grał tylko lewą ręką, kładąc prawą rękę za siebie oraz rozwinął technikę legato.
Od lat wyspecjalizował się w trzech technikach gry na gitarze: gra kostką, wszystkimi palcami lub dwoma palcami, które ze sobą ściska, używając opuszka plus paznokcia. Grał również tappingiem.
W 2020 jego solo gitarowe z utworu „Lubię te noce” z albumu Wojna w mieście zostało sklasyfikowane na 3. miejscu rankingu Top 10 najlepszych polskich solówek gitarowych według magazynu TopGuitar. Został również wyróżniony za technikę, muzykalność, artykulację i łatwość w wydobywaniu dźwięków.

## Instrumentarium

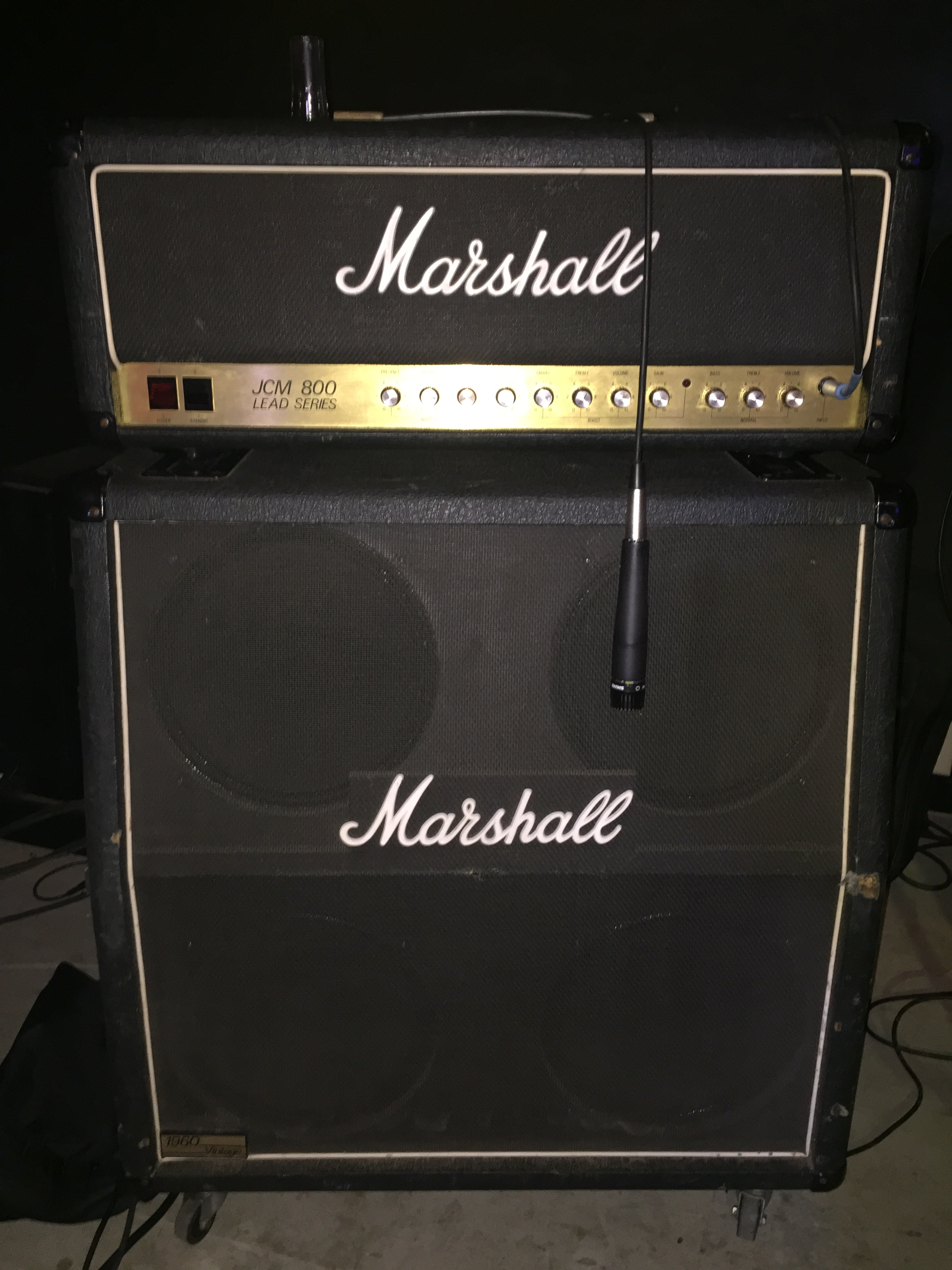
Marshall JCM800, jeden z modeli wzmacniaczy, z którego korzystał Jan Borysewicz

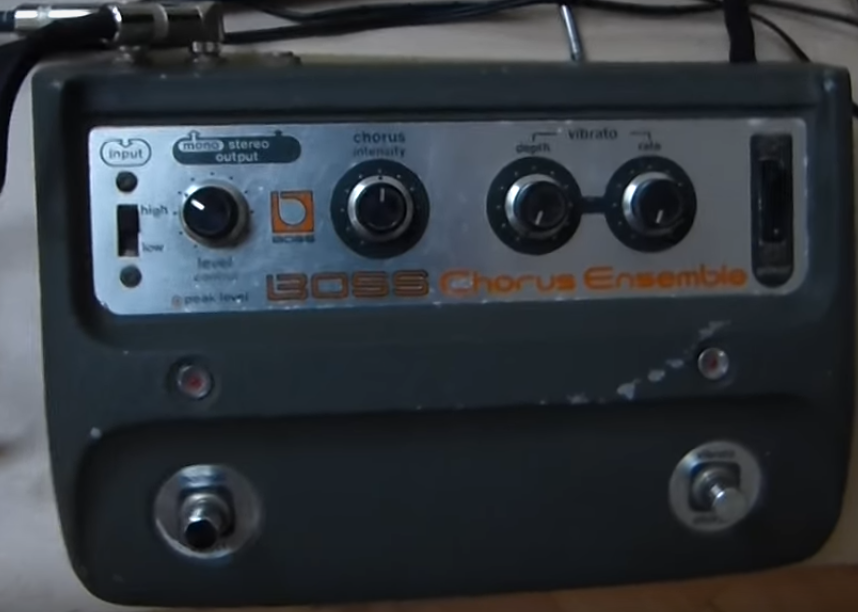
Model efektu gitarowego Boss CE-1 (Chorus), którego Borysewicz wykorzystywał w latach 80. XX w. podczas nagrań i koncertów z Lady Pank

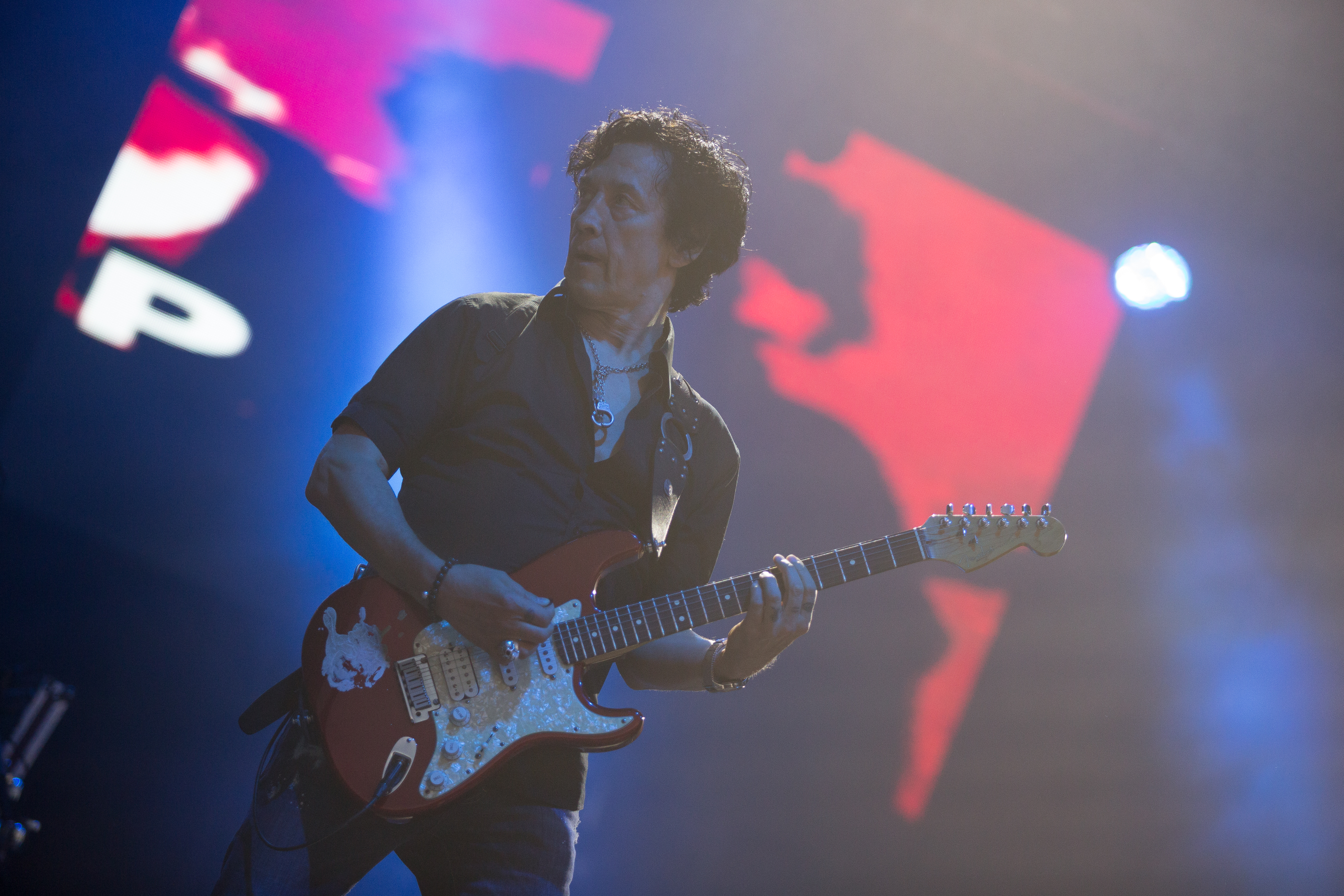
Jan Borysewicz z gitarą „Łapka” podczas koncertu Lady Pank w ramach Juwenaliów Politechniki Warszawskiej (2017)

Pierwszą gitarą Jana Borysewicza była gitara elektryczna stylizowana na Fendera Stratocastera wykonana przez wrocławskich lutników. W pierwszych latach grania w Budce Suflera wykorzystywał Ibaneza SG. W 1979 zakupił od Dariusza Kozakiewicza oryginalny model gitary Fender Stratocaster z 1978, która przez kolejne dziesięć lat była jego głównym instrumentem. Gitarę wielokrotnie przerabiał. W 1985 zamontował w niej maskownicę przedstawiającą flagę japońskiej marynarki wojennej, a następnie przemalował jej korpus. Kolejnych przeróbek dokonywał w 1988. Podczas występów na żywo i nagrań z Lady Pank używał jej wraz z efektem modulacyjnym Boss CE-1 (Chorus), kompresorem dynamiki Boss CS-1, wzmacniaczem Marshall z serii JCM (którego różnych wariacji używał w następnych latach) i kolumną Marshall z czterema 12-calowymi głośnikami (4x12). W 1989 gitarę oddał przyjacielowi i zastąpił innym modelem Fendera Statocastera.
W latach 1989–1991 grał na gitarze Steinberger M Series Electric Guitar, z którą wystąpił m.in. w teledysku do utworu „Zawsze tam, gdzie ty”. Równolegle używał Fendera Stratocastera USA jako głównego instrumentu. Od 1991 grał na gitarze Jackson USA Soloist. Wykorzystał ją m.in. przy pracy nad albumem Wojna w mieście obok wielu innych modeli gitar elektrycznych i akustycznych, a także szerokiej gamy efektów gitarowych (m.in. Wah-wah). Na albumie zagrał również na gitarze rezofonicznej Dobro Original Duolian Model 90 (w utworze „Stavanger”).
Fender Stratocaster w kolejnych latach stał się jego instrumentem wiodącym, którego wielokrotnie wykorzystywał w wielu odmianach (w układach przetworników SSS lub HSS). Posiadał m.in. modele: American Fat Strat Texas Special i Lone Star Red (z odciśniętą dłonią swojej córki Alicji na korpusie gitary, tzw. „Łapka”). Obecnie wykorzystuje: Jeff Beck Signature (ze wstawionym humbackerem przy mostku) i Michael Landau Signature. Sporadycznie sięga po gitary Charvel Eddie Van Halen (na koncertach do utworu „Tacy Sami”). Grał również na gitarach marki Epiphone (modele – Sheraton-II Pro, Supernova i Noel Gallagher Signature) oraz Ibanez JEM Steve Vai (na koncertach do utworu „Nana”). W nagraniu albumu Akustycznie (2015) Lady Pank użył gitary elektroakustycznej Gibson Chet Atkins.
W 2016 podczas wywiadu dla Magazynu Gitarzysta przyznał, że używa efektów Strymon Mobius, Strymon Timeline, Electro-Harmonix Extortion, sterownika G-Lab oraz wzmacniaczy Marshall Joe Satriani Signature, Vox AC30 i Fender Twin Reverb.
W 2020 ukazał się materiał wideo pt. Na czym gra Jan Borysewicz? zrealizowany przez magazyn TopGuitar, w którym muzyk zaprezentował swoje instrumentarium. Podczas prezentacji użył wzmacniaczy Fender ’68 Custom Twin Reverb i Laboga Jan Borysewicz Signature (który muzyk opracował wspólnie z Erykiem Labogą). Gamę efektów poszerzył m.in. o przester Electro-Harmonix Glove.
Jan Borysewicz jest kolekcjonerem gitar. We wrześniu 2016 otrzymał wykonaną specjalnie dla niego gitarę w kształcie Stratocastera z wklejonym dolarem w korpusie (tzw. „Dolar”), którą wykonał kalifornijski lutnik Pavel Masloviec. W 2021 dostał w prezencie od firmy Fender gitarę elektroakustyczną Acoustasonic Jazzmaster.
We wrześniu 2024 wystawił na aukcję 27 z czterdziestu gitar ze swojej prywatnej kolekcji w warszawskim domu aukcyjnym Desa Unicum. Podczas aukcji, jego najbardziej charakterystyczna gitara Fender Stratocaster Lone Star Red „Łapka” została zlicytowana za kwotę 250 000 zł. Łączony obrót z aukcji wyniósł 1 944 600 zł.

## Życie prywatne
Dwukrotnie żonaty, ma dwoje dzieci. Z pierwszego małżeństwa z Danutą Borysewicz (zm. 2024) ma córkę, Joannę (ur. 1979). Drugą żoną została Patrycja Sinkowska (ur. 1973), z którą ma córkę, Alicję (ur. 1997); dedykował jej utwór „Dla Alicji” z albumu Łowcy głów. W latach 80. przez pięć lat był związany z Honoratą, matką piosenkarki Pati Yang. Po drugim rozwodzie związał się z młodszą o ponad 20 lat Magdaleną Glinkowską, z którą rozstał się w 2009. Do 2011 był związany z modelką Patrycją. Od 2016 pozostaje w nieformalnym związku z Małgorzatą. Ma dwoje wnuków: Aleksa (ur. jako Sara – na jej cześć skomponował utwór „Mała Lady Sara”) i Nicolę.
Latem 1985 przeszedł zawał serca. W grudniu 2005 przeszedł operację koronarografii po kolejnym ataku serca. W lipcu 2010 doznał wypadku na quadzie, na skutek którego trafił do szpitala z obustronną odmę płucną i rozciętą wargą. W 2014 trafił do szpitala z przebitym płucem. Problemy zdrowotne zmusiły go do zmiany trybu życia i odstawienia niektórych używek, m.in. papierosów, alkoholu i narkotyków.

## Kontrowersje
Borysewicz wielokrotnie występował na koncertach w stanie upojenia alkoholowego, a czasem z powodu nietrzeźwości nawet nie stawiał się na zapowiedzianych występach Lady Pank. Z tego względu bywał określany „naczelnym skandalistą polskiego show-biznesu”. 1 czerwca 1986 podczas koncertu z okazji Dnia Dziecka na Stadionie Olimpijskim we Wrocławiu pijany Borysewicz obnażył się na scenie oraz zwyzywał zaczepiające go wulgarnie osoby z publiczności. W związku z incydentem zespół Lady Pank zmuszony był zawiesić działalność do końca roku, ponieważ Ministerstwo Kultury i Sztuki zabroniło im koncertowania oraz występowania w mediach. Borysewicz został skazany na trzy miesiące aresztu, który uchylono w wyniku amnestii. Skierowano go również na obserwację psychiatryczną. Z powodu tego wydarzenia współpracę z zespołem zakończył Andrzej Mogielnicki. Sam Borysewicz tłumaczył swoje naganne zachowanie tym, że został sprowokowany do niego przez grupkę agresywnych uczestników koncertu, zaś Mogielnicki powrócił do współpracy z grupą dopiero w 2002.
1 maja 2004 podczas występu z Lady Pank w Sulęcinie na koncercie z okazji przystąpienia Polski do Unii Europejskiej pokłócił się z burmistrzem miasta i zwyzywał ze sceny urzędników obecnych na wydarzeniu. Incydent odnotowały ogólnopolskie media, a sprawa opisana została m.in. w programie Polsatu Interwencja. Włodarz miasta zapowiedział proces sądowy przeciwko Borysewiczowi, od którego domagał się przeprosin oraz zwrotów kosztów organizacji koncertu w wys. 30 tys. zł.
Na początku 2010 gościł w audycji Śniadanie mistrzów na antenie radia Eska Rock, a w trakcie rozmowy z Michałem Figurskim wypowiadał wiele wulgaryzmów oraz wyjawił, że spożywa alkohol ze starszą córką, a młodsza zachęca go do porzucenia nałogu; rozmowa wzbudziła obyczajową sensację i zniesmaczyła wielu słuchaczy i media.
W 2021 w kontrowersyjny sposób odniósł się do poczynań politycznych Pawła Kukiza po wynikach głosowania ws. Lex TVN. Na swoich portalach społecznościowych zamieścił okładkę płyty Borysewicz & Kukiz z wykreślonym nazwiskiem Pawła Kukiza i podpisem: Niestety ja nie jestem tym zaskoczony, bo nawet jak był moim kolegą to i tak nigdy nie można było na niego liczyć… Boję się o moją Polskę. W tym samym roku zapowiedział album Wszystkie oblicza Jana Borysewicza, na którym miały się znaleźć m.in. utwory duetu Borysewicz & Kukiz z usuniętym wokalem Pawła Kukiza. Ostatecznie Borysewicz zrezygnował z tego pomysłu, a na płycie ukazały się pełne wersje utworów bez usuniętych wokali.
We wrześniu 2021 doszło do przesłuchania Borysewicza w warszawskiej prokuraturze w sprawie oszustw podatkowych. Muzyk usłyszał zarzuty wyłudzenia podatku VAT i posługiwania się fałszywymi fakturami na około 200 tys. złotych i ok. 50 tys. zł niezapłaconego VAT-u. Sprawa dotyczyła promocji wakacyjnej trasy koncertowej w 2018. Według ustaleń, Borysewicz świadomie posługiwał się fałszywymi fakturami VAT, aby dopuszczać się oszustw podatkowych. W prokuraturze miał spędzić prawie półtorej godziny, odmawiając komentowania sprawy w mediach publicznych.
W marcu 2025 media głównego nurtu skrytykowały Borysewicza za wulgarne zwracanie się do członka ekipy technicznej odpowiedzialnego za oświetlenie sceny podczas koncertu zespołu Lady Pank dla Polonii w Stavanger.

## Nagrody i wyróżnienia
- 1983 – Zwycięzca plebiscytu miesięcznika muzycznego „Non Stop” – najlepszy kompozytor, wokalista i instrumentalista[54]
- 1985 – Nagroda Tokyo Music Festival – najlepszy kompozytor[51]
- 1987 – Zwycięzca rankingu magazynu „Zarzewie” – kompozytor roku[54]
- 2007 – Tablica w Alei Gwiazd w Opolu – za całokształt twórczości (z zespołem Lady Pank)[164]
- 2009 – Nagroda Specjalna „Super Dziób” – za szczególne zasługi dla polskiej muzyki[165]
- 2016 – Bursztynowy Słowik – za całokształt twórczości artystycznej (z zespołem Lady Pank)[166]
- 2018 – Nagroda z okazji jubileuszu 100-lecia Stowarzyszenia Autorów ZAiKS[167]
- 2018 – Nagroda Top of the Top Sopot Festival z okazji jubileuszu wydania pierwszej płyty zespołu Lady Pank (z zespołem Lady Pank)[168]
- 2019 – Nagroda „Człowieka Ze Złotym Uchem” – za „wybitne dokonania w dziedzinie produkcji i szczególną wrażliwość muzyczną”[169]
- 2023 – Tablica w Alei Gwiazd w Nowej Soli – za całokształt twórczości artystycznej[170]
- 2023 – Nagroda Best Stream Awards – w kategorii Audiobook biografia/autobiografia za książkę „Mniej Obcy”[92]
- 2024 – Nagroda SuperJedynki – w ramach 61. KFPP w Opolu, za całokształt twórczości (z zespołem Lady Pank)[171]

## Nominacje
| Rok  | Gala                    | Kategoria / tytuł                     | Nominowany obiekt / podmiot      | Rodzaj nominacji              | Rezultat  |
| ---- | ----------------------- | ------------------------------------- | -------------------------------- | ----------------------------- | --------- |
| 2004 | Fryderyki '03           | „muzyka rozrywkowa – kompozytor roku” | –                                | Indywidualna                  | Nominacja |
| 2004 | Fryderyki '03           | „album roku”                          | Borysewicz & Kukiz (album)       | Wspólna (z Pawłem Kukizem)    | Nominacja |
| 2005 | Fryderyki '04           | „muzyka rozrywkowa – kompozytor roku” | „Stacja Warszawa” (utwór)        | Indywidualna                  | Nominacja |
| 2009 | Złote Dzioby 2009       | Nagroda Specjalna „Super Dziób”       | –                                | Indywidualna                  | Laur      |
| 2023 | Best Stream Awards 2023 | „Audiobook biografia/autobiografia”   | Mniej Obcy (książka / audiobook) | Wspólna (z Marcinem Prokopem) | Laur      |

## Dyskografia

### Albumy
| Borysewicz & Kukiz (oraz Paweł Kukiz)           | - Data: 24 lutego 2003 - Wydawca: BMG Poland                | 1 | - POL: 35 tys.+ | - POL: złota płyta     |
| Bal maturalny (oraz Rozbójnik Alibaba)          | - Data: 14 listopada 2014 - Wydawca: Step Records           | 4 | - POL: 30 tys.+ | - POL: platynowa płyta |
| Borysewicz & Brzozowski (oraz Rafał Brzozowski) | - Data: 27 listopada 2015 - Wydawca: Universal Music Polska | – |                 |                        |
| Wszystkie oblicza Jana Borysewicza (kompilacja) | - Data: 8 października 2021 - Wydawca: Agora                | 3 |                 |                        |
| „–” album nie był notowany.                     |                                                             |   |                 |                        |

### Single
| „Stanie się cud” (oraz Marek Piekarczyk i inni)                     | 1987 | –  | –  | – | –                                  |
| „Choćby nie wiem co” (oraz Robert Gawliński i Janusz Panasewicz)    | 1997 | –  | –  | – | Być wolnym                         |
| „Niby jestem, niby nie” (oraz Paweł Kukiz)                          | 2002 | –  | 47 | – | Borysewicz & Kukiz                 |
| „Bo tutaj jest jak jest” (oraz Paweł Kukiz)                         | 2003 | 1  | 1  | 3 | Borysewicz & Kukiz                 |
| „Jeśli tylko chcesz” (oraz Paweł Kukiz)                             | 2003 | 13 | 21 | 4 | Borysewicz & Kukiz                 |
| „Nie gniewaj się Janek” (oraz Paweł Kukiz)                          | 2004 | –  | 12 | 2 | Borysewicz & Kukiz                 |
| „Jest taki dzień” (oraz Paweł Kukiz)                                | 2004 | 43 | –  | 7 | Borysewicz & Kukiz                 |
| „Kryzysowy” (Video, gościnnie: Jan Borysewicz)                      | 2013 | –  | –  | X | Doskonale wszystko jedno           |
| „That Body” (oraz Robert M)                                         | 2014 | –  | –  | X | –                                  |
| „Uciec stąd” (oraz Rozbójnik Alibaba; gościnnie: Sobota)            | 2014 | –  | –  | X | Bal maturalny                      |
| „Młodość” (oraz Rozbójnik Alibaba; gościnnie: Paweł Kukiz, Pih)     | 2014 | –  | –  | X | Bal maturalny                      |
| „Gdy nie dzwonisz” (Red Lips, gościnnie: Jan Borysewicz)            | 2018 | –  | –  | X | –                                  |
| „Wakacyjna miłość” (oraz Izabela Trojanowska)                       | 2019 | –  | –  | X | –                                  |
| „Nie wierz nigdy kobiecie” (oraz Piotr Fronczewski)                 | 2021 | X  | –  | X | Wszystkie oblicza Jana Borysewicza |
| „Pocztówka”                                                         | 2021 | X  | –  | X | Wszystkie oblicza Jana Borysewicza |
| „–” utwór nie był notowany. „X” lista nie istniała w danym okresie. |      |    |    |   |                                    |

### Inne
| Album                                                             | Rok  | Uwagi | Źródło  |
| ----------------------------------------------------------------- | ---- | --- | ------- |
| Budka Suflera – Na brzegu światła                                 | 1979 | gitara (jako członek zespołu) | [ 195 ] |
| Budka Suflera – Ona przyszła prosto z chmur                       | 1980 | gitara (jako członek zespołu) | [ 196 ] |
| Izabela Trojanowska – Iza                                         | 1981 | gitara | [ 197 ] |
| Budka Suflera – Za ostatni grosz                                  | 1982 | gitara (jako członek zespołu) | [ 198 ] |
| Izabela Trojanowska – Układy                                      | 1982 | gitara, aranżacja; śpiew i muzyka w utworze „Obejdzie się bez łez”                                                                           | [ 199 ] |
| Obywatel G.C. – Obywatel G.C.                                     | 1986 | gitara | [ 200 ] |
| Jacek Skubikowski – Złe słowa                                     | 1986 | gitara | [ 201 ] |
| Krzak – Ostatni koncert                                           | 1987 | gitara | [ 202 ] |
| Fotoness – When I Die                                             | 1988 | gitara | [ 203 ] |
| Top One – No disco                                                | 1990 | gitara w utworach „Światła wielkich miast”, „Fred Kruger” i „Złudne prawdy”                                                                  | [ 204 ] |
| Jacek Skubikowski – Omen                                          | 1990 | gitara | [ 205 ] |
| Mona Mur – Warsaw                                                 | 1991 | gitara | [ 206 ] |
| Edyta Bartosiewicz – Love                                         | 1992 | gitara w utworach „Good Bye to the Roman Candles”, „Emmilou”, „Blues for You” i „Take My Soul with You”                                      | [ 207 ] |
| Małgorzata Rutkowska – Strange Girl                               | 1992 | gitara w utworze „It’s Wrong” | [ 208 ] |
| Jacek Skubikowski – Uczciwa bieda                                 | 1993 | gitara w utworach „Uczciwa bieda”, „Nawet nie pytaj”, „Sama”, „Albo nigdy nikt”, „Za każdy dzień za każdy szept”, „Cztery łóżka”             | [ 209 ] |
| Chłopcy z Placu Broni – Kocham Cię                                | 1993 | gitara w utworze „Jezioro szczęścia” | [ 210 ] |
| Subway – Biegnę i płonę                                           | 1994 | gitara w utworze „A na plaży... (Anna)” oraz „Light My Fire”                                                                                 | [ 211 ] |
| Cytadela – Cytadela                                               | 1994 | gitara w utworach „I Used To Use To” oraz „Stranger 27”                                                                                      | [ 212 ] |
| Majka Jeżowska – A ja wolę moją mamę                              | 1995 | gitara w utworach „A ja wolę moją mamę” oraz „Kto się przezywa”                                                                              | [ 213 ] |
| Wojtek Pilichowski – Granat                                       | 1996 | gitara w utworze „Marcus” | [ 214 ] |
| Urszula – Urszula akustycznie                                     | 1996 | gitara | [ 215 ] |
| Być wolnym (kompilacja)                                           | 1997 | gitara w utworach „Choćby nie wiem co”, „W milczeniu żyjemy”, „Byś imię miał”, „Zbyszek kieliszek koleżanka szklanka” i „Blustery Nite Tour” | [ 216 ] |
| Andrzej Piaseczny – Piasek                                        | 1998 | gitara w utworze „Wciąż bardziej obcy” |         |
| Mieczysław Jurecki – 12 sprawiedliwych                            | 1998 | gitara w utworach „Spacer z żółwiem” oraz „Rock and Roll Part Two”                                                                           | [ 217 ] |
| E=mc² (ścieżka dźwiękowa)                                         | 2002 | utwory „Niby jestem niby nie” oraz „Jeśli tylko chcesz”                                                                                      | [ 218 ] |
| Krzysztof Krawczyk – To, co w życiu ważne                         | 2004 | gitara w utworze „Przytul mnie życie” | [ 219 ] |
| Jajco i giganci – Czerwony autobus                                | 2005 | gitara w utworze „Czerwony autobus” | [ 220 ] |
| Homo Twist – Matematyk                                            | 2008 | gitara w utworze „Dwieście złotych” | [ 221 ] |
| Rock Loves Chopin (kompilacja)                                    | 2008 | gitara | [ 222 ] |
| W hołdzie Tadeuszowi Nalepie (kompilacja)                         | 2008 | gitara w utworze „Piękno” | [ 223 ] |
| Bracia – Zmienić zdarzeń bieg (reedycja)                          | 2014 | autor utworu „Niepisane” | [ 224 ] |
| Video – Doskonale wszystko jedno (edycja specjalna)               | 2016 | autor kompozycji „Wieczór” i „Synowie matki złej”                                                                                            | [ 225 ] |
| Izabela Trojanowska – Na skos                                     | 2016 | muzyka, gitara, gitara basowa | [ 226 ] |
| Anna Wyszkoni – Jestem tu nowa                                    | 2017 | autor kompozycji „Nie chcę cię obchodzić” | [ 227 ] |
| Anna Wyszkoni – Nieznośna lekkość hitu                            | 2019 | autor kompozycji „Księżyc nad Juratą” | [ 228 ] |
| Piotr Cugowski – 40                                               | 2019 | autor kompozycji „Daj mi żyć” | [ 229 ] |
| Claysteer x ZetHa – Jeden moment                                  | 2020 | gitara | [ 230 ] |
| Muchy – Szaroróżowe                                               | 2021 | gitara w utworze „Szaroróżowe” | [ 232 ] |
| Gromee x Wac Toja x Sara Chmiel x Jan Borysewicz – Sztuka Latania | 2022 | muzyka, gitara | [ 233 ] |
| House of Death – Into The Fire                                    | 2023 | gitara w utworze „Ash Caravan” | [ 94 ]  |
| Polish Metal Alliance – Out of Fields                             |      | gitara (solo) | [ 97 ]  |

## Filmografia

### Kompozytor
- 1984–1989 – O dwóch takich, co ukradli księżyc (reż. Leszek Marek Gałysz)
- 1987 – Mniej niż zero (reż. Andrzej Titkow)[234]
- 1988 – Przyjaciele (reż. Roland Rowiński)
- 1989 – Wilki (reż. Krzysztof Szyszka)[235] – utwór „Wilki idą”; wykonanie Lady Pank
- 1991 – Papierowe małżeństwo (reż. Krzysztof Lang) – utwór „Alice’s blues”; wykonanie Jan Borysewicz, Kciuk-Surzyn Band
- 1992 – Jacek i Placek (reż. Leszek Marek Gałysz)
- 1995 – spektakl Teatru Telewizji dla dzieci Legenda o św. Krzysztofie (reż. Krzysztof Zaleski)
- 1995 – spektakl Teatru Telewizji Cisza (reż. Paweł Trzaska) – utwór Młode orły
- 1996 – spektakl Teatru Młodego Widza Legenda o św. Mikołaju (reż. Krzysztof Zaleski)
- 1999 – Ajlawju (reż. Marek Koterski) – utwór Do Moniki L.
- 2002 – E=mc² (reż. Olaf Lubaszenko)
- 2005 – Wiedźmy (reż. Jan Kidawa-Błoński)
- 2009 – Złoty środek (reż. Olaf Lubaszenko)

### Przed kamerą
- 1984 – To tylko Rock (reż. Paweł Karpiński)
- 2005 – Wiedźmy w roli samego siebie
- 2009 – Złoty środek (reż. Olaf Lubaszenko) w roli muzyka punkrockowego

### Wykonanie muzyki
- 1987 – Zero życia (reż. Roland Rowiński, muz. Grzegorz Ciechowski); wykonanie muzyki: Jan Borysewicz, Grzegorz Ciechowski, Rafał Paczkowski i Krzysztof Ścierański (utwory: „Udajesz że nie żyjesz” i „Kłam... kłam”)